# Oh Well
«Oh Well» es una canción de la banda británica de rock Fleetwood Mac, publicado como sencillo en 1969 por Reprise Records. Se lanzó con el objetivo de promocionar el álbum Then Play On, pero no fue incluido en su listado de canciones hasta años más tarde cuando se remasterizó. Su primera inclusión en un disco fue en Fleetwood Mac - Greatest Hits de 1971 y desde entonces se ha agregado en el listado de varios recopilatorios como The Best of Peter Green's Fleetwood Mac, The Vaudeville Years y en la caja recopilatoria 25 Years - The Chain.
De acuerdo al sitio Allmusic se le considera como una de las primeras canciones que se cruza entre el blues rock y el heavy metal.

## Composición y antecedentes
Fue escrita por Peter Green en dos partes; la primera denominada «Oh Well, Part 1» es una canción de blues rock con referencias al blues eléctrico que incluye una breve interpretación vocal. Esta parte es conocida por su rápido riff de blues y por las pausas que surgen después que Mick Fleetwood toca el cencerro, que da paso a las pocas frases que canta Green sin acompañamiento musical. Luego que el riff retorna viene un solo de guitarra interpretado por Danny Kirwan, que da término a la parte uno. Desde el minuto 2:19 comienza «Oh Well, Part 2», una pista instrumental basada en la guitarra acústica y eléctrica, y que incluye breves pasajes de flauta dulce, violoncello y piano. Todos los instrumentos que se escuchan en esta parte fueron interpretados por Green, a excepción de la flauta dulce que fue tocada por Sandra Eldson y del piano, que fue la única participación de Jeremy Spencer en toda la canción.
Luego de ser publicado en el mercado mundial la banda solo tocaba la parte uno en sus conciertos, donde algunas grabaciones en vivo fueron publicados en los discos Live y Live at the BBC. Además y después de la salida de Green en 1970, el tema siguió interpretándose por otros miembros de la banda como Bob Welch, Lindsey Buckingham, Rick Vito y Billy Burnette.

## Recepción comercial
Tras su lanzamiento logró un notorio éxito en las listas musicales, principalmente europeas. En el Reino Unido llegó hasta el segundo lugar en la lista UK Singles Chart, donde permaneció 16 semanas consecutivas. Mientras que en los Países Bajos llegó hasta el primer puesto de los Dutch Top 40, convirtiéndose en su segundo número 1 en dicho país después de «Albatross» de 1968. En otros países europeos como Irlanda, Bélgica, Noruega, Alemania y Francia se ubicó dentro de los top 5. En el caso de los Estados Unidos no llegó a ser un gran éxito, ya que fue muy pocas veces tocada en las estaciones radiales de FM, sin embargo, entró en los Billboard Hot 100 en el puesto 55 siendo su primer sencillo en ingresar en una lista estadounidense.

## Versiones y otros usos
Con el pasar de los años ha sido versionado por distintos artistas y bandas en diversos subgéneros musicales como es el caso de Tom Petty and The Heartbreakers, Joe Jackson, Kenny Wayne Shepherd, Big Country, Tribe of Gypsies, Eels, Ratt y Haim, entre otros. En octubre de 1999 fue tocada en vivo por Jimmy Page y The Black Crowes, para el disco en directo Live at the Greek de 2000. En 2008 el exmiembro de Fleetwood Mac, Bob Welch, la versionó para su álbum Greatest Hits & More.
Por otro lado, apareció en el episodio «Spearhead from Space» de Doctor Who y «Oh Well, Part 2» fue usada como sample por la banda británica The KLF para su disco Chill Out de 1990.
En Argentina existió una edición del disco "Then Play On" del sello "Discos Music Hall" (el cual no tiene impreso el año de producción) que incluyó al tema "Oh Well, Part 1 y 2" (según el tracklist impreso). Además el tracklist de esta edición de 11 temas tiene diferencias con la edición original de ese álbum, por lo cual lo convierte en una rareza: 
"Lado 1: 1 Coming your way, 2 Closing my eyes, 3 Show-biz blues, 4 Underway, 5 Oh Well (Part 1 y 2). 
Lado 2: 1 Although the sun is shinning, 2 Rattlesnake shake, 3 Searching for Madge, 4 Fighting for Madge, 5 Like crying, 6 Before the beginning."

## Músicos
| - Peter Green: voz, guitarra eléctrica y dobro - Danny Kirwan: guitarra eléctrica - John McVie: bajo - Mick Fleetwood: batería, cencerro, conga y maracas | - Peter Green: guitarra eléctrica y acústica, violoncello, timbal de concierto y platillos - Jeremy Spencer: piano - Sandra Elsdon: flauta dulce |